# Pseudothecadactylus australis
Pseudothecadactylus australis är en ödleart som beskrevs av  Günther 1877. Pseudothecadactylus australis ingår i släktet Pseudothecadactylus och familjen geckoödlor. Inga underarter finns listade i Catalogue of Life.